# Sansón
Sansón (en hebreo: שמשון Šīmšwn, ‘hijo del sol’, en griego: Σαμψών, Sam´psṓn) es un personaje de la Biblia, uno de los últimos jueces israelitas antiguos, consagrado como nazareo. Su historia se narra en el Libro de los Jueces, de los capítulos 13 al 16.
En el relato, Sansón se caracteriza por poseer una figura recia y una fuerza extraordinaria para combatir contra sus enemigos y llevar a cabo actos heroicos, inalcanzables para la gente común, como luchar sin más armas que sus propias manos contra un león, acabar con todo un ejército con solo una mandíbula de burro y hasta derribar un templo filisteo con su propia fuerza.
Al mencionar sus hazañas el texto bíblico emplea expresiones tales como «el espíritu de Yahveh le invadió» (Jueces 14, 19), o «el espíritu de Yahveh vino sobre él» (Jueces 15, 14), con lo que el escritor implica que la fuerza sobrehumana de Sansón provenía únicamente de realizar actos por voluntad divina.

## Antroponimia
Según la Biblia, el nombre Sansón proviene de la palabra hebrea shemesh (שמש), que significa ‘sol’ y es frecuente en los nombres propios de diversos pueblos de origen mesopotámico. A tres kilómetros al sur de Zora, el pueblo natal de Sansón (Jueces 13.2), se encontraba la ciudad de Bet-Shemesh (‘Casa del Sol’, siglo XII a. C.).

## Contexto
Según el Tanaj, los israelitas habían adoptado la religión cananea siguiendo los cultos a Baal, Astarot y Ēl, apartándose del Dios nacional de Israel Yahweh. Por su rebeldía e infidelidad, Yahweh entregó a los israelitas «en manos de los filisteos durante 40 años». Bajo el yugo extranjero, Israel volvería a ser fiel y Yahweh enviaría un guerrero con superhabilidades para liberar al pueblo del dominio filisteo.
En los relatos de Samuel; Saúl y David incluyen también conflictos con los filisteos, en ocasiones se les describen como los más peligrosos enemigos de Israel. Posteriormente se menciona un gigante guerrero filisteo llamado Goliat aterrorizó Israel durante cuarenta días, hasta que un joven David lleno del «Espíritu de Yahveh» logró derrotarlo junto con su ejército.

## Narrativa bíblica
Un ángel de Yahveh se apareció a Manoa, de la tribu de Dan, en la ciudad de Zora, y a su mujer (Hatzlelponi), que era estéril. El ángel les predijo que su hijo «liberaría a Israel de los filisteos». Según él, la futura madre no debía tomar ni vino ni sidra ni comer nada impuro, y el hijo que nacería debía ser consagrado como nazareo y hacer el correspondiente voto de no cortarse el cabello, aunque no mencionó los otros dos correspondientes a ese estado: no alimentarse de uvas o vino y no tocar cuerpos muertos o tumbas (Números, cap. VI). Siendo joven, Sansón deja su pueblo para visitar las ciudades filisteas, donde se enamora de una mujer de la ciudad de Timnat, con quien decide contraer matrimonio, a pesar de la oposición de sus padres, que prefieren una joven israelita. Esta decisión se presenta como parte de un plan de Yahveh para atacar a los filisteos. De camino a la petición de mano, es atacado por un león, al que mata desgarrándolo en dos.
Yendo a la boda, observa entre los huesos del león un enjambre de abejas con miel, la cual prueba y luego ofrece a su padre.
En la fiesta de boda organizada por Sansón, el héroe propone a treinta mozos filisteos un acertijo; si lo resuelven, les daría treinta piezas de lino fino y otros tantos vestidos. Si no, ellos le harían el mismo regalo a Sansón. Tenían los siete días que duraba la fiesta para resolverlo. El acertijo es el siguiente: «Del que come salió comida, y del fuerte salió dulzura». El enigma es una referencia al león que mató y la miel que de él salió. Como sólo Sansón estaba presente en esa lucha, los treinta mozos no pueden obtener respuesta durante tres días. Al cuarto día, se dirigen a su mujer, amenazándola con prenderle fuego a ella y a la casa de su padre si no descubre la solución. Ante los lloros de su esposa, Sansón decide al séptimo día contarle la respuesta, y ella se la da a sus paisanos. Antes de la puesta de Sol de ese séptimo día, los filisteos le hablan: «¿Qué hay más dulce que la miel, qué hay más fuerte que el léon?». Sansón responde: «Si no hubieseis arado con mi novilla, no habríais adivinado mi acertijo».
Baja entonces a Ascalón, mata a treinta hombres, a los que roba sus vestidos, y se los da a los mozos. Contrariado, se aleja y llega a casa de su padre. Su esposa es dada a otro hombre. Cuando Sansón quiere verla, su suegro se niega, pero le ofrece la hermana menor de la mujer, más bella. En represalia, el israelita caza a trescientas zorras, atándolas por el rabo de dos en dos, y poniendo una tea entre ambos rabos, suelta a los animales por el campo, haciendo arder todas las cosechas enemigas. A su vez y para vengarse, los filisteos queman a su mujer y la casa del padre de esta, a lo que Sansón responde dando a una paliza a muchos de ellos.

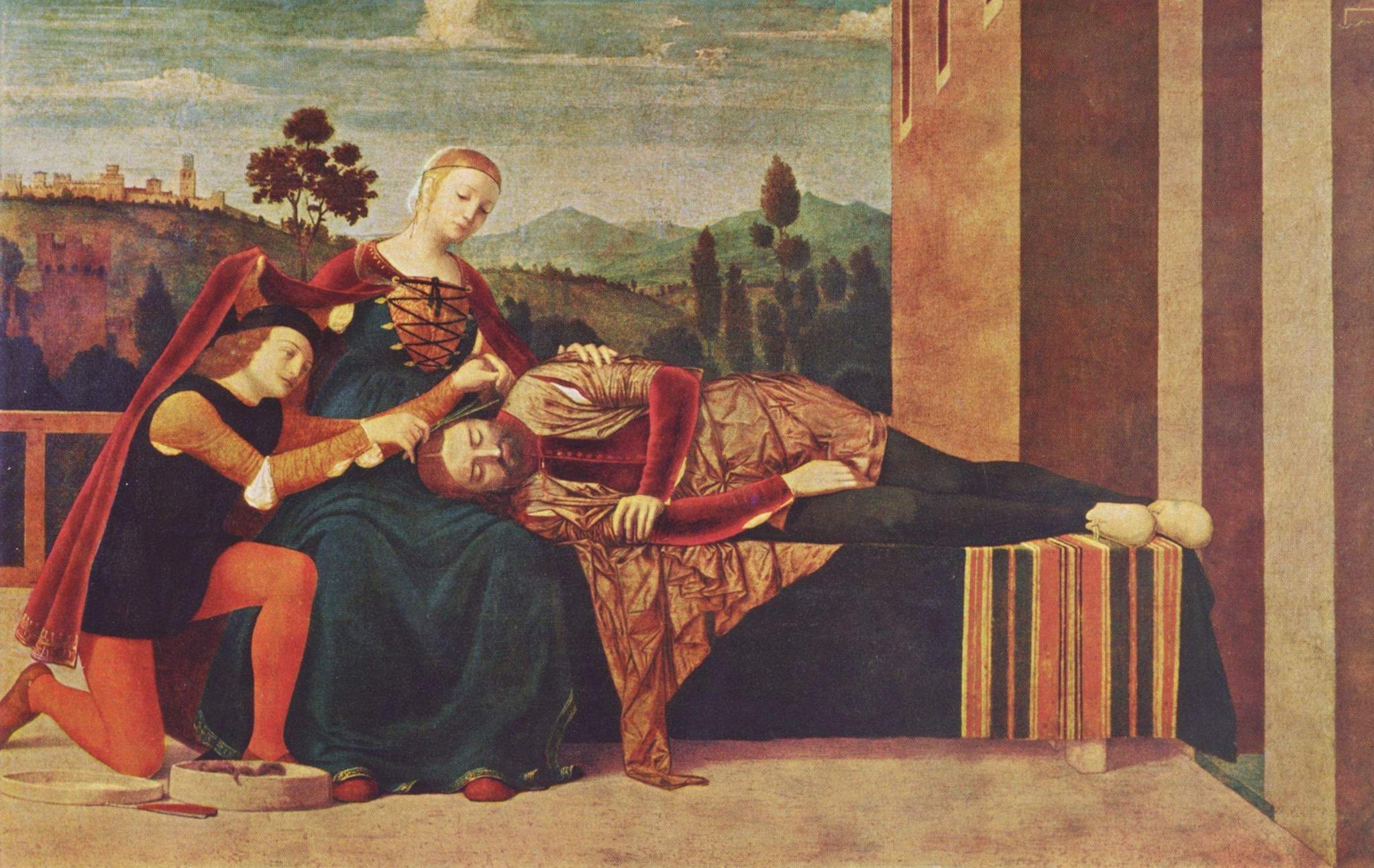
Francesco Morone: «Sansón y Dalila». Milán, Museo Poldi Pezzoli.

Tras esto, se refugia en la roca de Etán. Mientras tanto, los filisteos acuden a Juda pidiendo que entreguen a Sansón. Tres mil hombres de este pueblo lo encuentran, y prometiéndole no matarlo, lo atan y se disponen a entregarlo. Pero cuando esto iba a ocurrir, Sansón rompe las cuerdas, se libera, y usando la quijada de un asno, mata a mil filisteos. Después de esto, es juez de Israel durante veinte años. 
Tras ese tiempo, Sansón huye a Gaza, quedándose en casa de una prostituta, la que para un forastero y encima israelita sería el único sitio donde alojarse. Sus enemigos lo esperan a la entrada de la ciudad para matarlo, pero aprovechando la noche, arranca las puertas de la ciudad y se la lleva al monte en frente de Hebrón, dejando a sus enemigos con el problema de una ciudad indefensa al perder sus puertas principales. Allí se enamora de Dalila (mujer filistea). Los filisteos, a cambio de monedas de plata, la sobornan (Jue 16:5,18) y la incitan a lograr que Sansón le revele el secreto de su fuerza. Sansón la engaña, respondiéndole que sería vencido si lo atasen con siete cuerdas húmedas. Dalila le hace caso y lo ata, pero él rompe las cuerdas fácilmente. La mujer vuelve a preguntarle, a lo que él responde que bastaría con atarlo con cuerdas nuevas para que se convirtiese en un hombre normal. Ella le hace caso y él vuelve a romperlas con facilidad. Dalila insiste en querer saber su secreto, y Sansón vuelve a mentirle, diciéndole que se debilitaría si lo atasen sus siete trenzas con hilos, sujetándolas con clavos. Ella lo intenta y vuelve a fracasar por tercera vez.
Tras mucha insistencia por parte de la mujer, Sansón le confiesa que perderá toda su fuerza si le cortan el cabello. Así lo hace un sirviente y lo deja sin su extraordinaria fuerza. Es de notar que su fuerza se debía al juramento nazareo (Jue 13:25; 15:18), el cual Sansón mismo había roto al dejar que Dalila tuviera la oportunidad de cortarle el cabello (Deut 7:3,4). Sansón no ignoraba que esa mujer era indigna (Jue 16:8,12,14). Los filisteos terminan capturándolo, le sacan los ojos y lo llevan a Gaza, donde, prisionero, trabaja moliendo grano para sus enemigos. No obstante, su pelo vuelve a crecer, restableciéndose así el símbolo de su relación con Dios.
Un día, los jefes filisteos se reúnen en el templo para ofrecer un sacrificio a Dagón, por haber puesto en sus manos a su enemigo. Hacen llamar a Sansón para que los entretenga a ellos y a las tres mil personas que allí había. El israelita pide al joven que lo conducía que lo deje entre las columnas sobre las que descansa el edificio, para poder descansar. Sansón invoca Yahveh: «Yahveh!, te lo suplico, acuérdate de mí. Dame fuerzas sólo una vez más, y de un solo golpe me vengaré de todos los filisteos». Haciendo fuerza sobre las columnas, añadió: «Muera yo con los filisteos».
El edificio se vino abajo, de tal forma que mató a más personas al morir de las que había matado durante toda su vida. Sus familiares recuperan su cuerpo y lo entierran cerca de la tumba de su padre, Manoa. Cabe destacar que gracias al derrumbe del templo, los filisteos resultaron seriamente debilitados dado que en dicho acontecimiento murieron todos sus líderes políticos, militares y religiosos, perdiendo además gran parte de su control e influencia en Israel.

## Paralelismos con otros héroes de la antigüedad

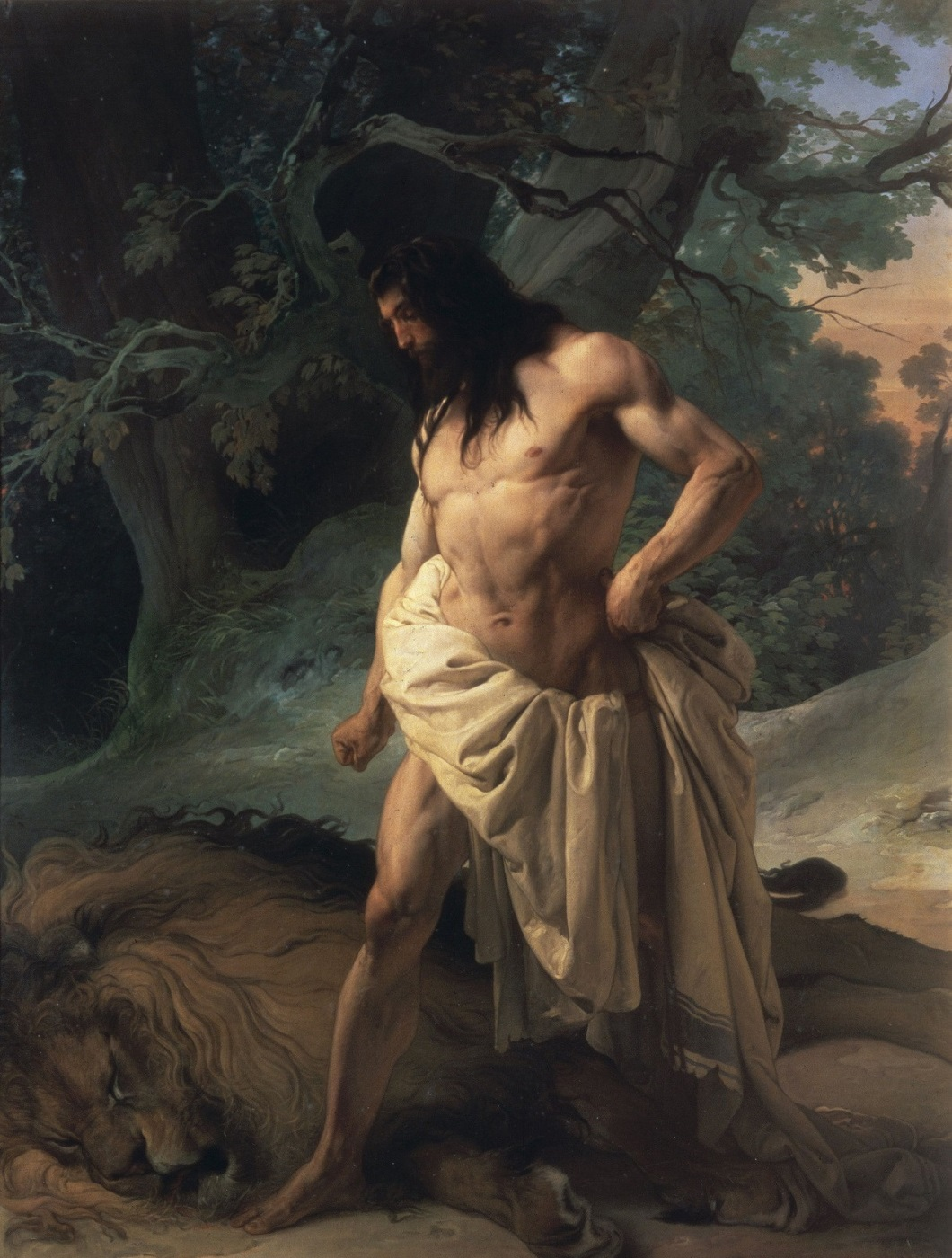
Sansón y el león (Francesco Hayez).

La historia central de Sansón posee varios paralelismos con otros personajes mitológicos de la antigüedad y que surgieron algunos siglos antes que el libro de los jueces fuese escrito,como el sumerio Gilgamesh, el cananeo El o los griegos Heracles y Cirene entre otros. Originalmente todos ellos llevaban el cabello sin rasurar y combatían cuerpo a cuerpo con animales salvajes como leones y toros. Heracles se enfrenta solo a un ejército de amazonas y Sansón lo hace contra un ejército de filisteos; Heracles perece por su amor a Deyanira, Gilgamesh sufre por Ishtar y Sansón es traicionado por Dalila; Heracles mueve y separa las columnas que llevan su nombre y Sansón mueve las columnas del templo Dagón; Heracles carga con la responsabilidad de abrir las puertas del Olimpo mientras que Sansón carga las puertas de Gaza. Incluso el hecho de que Sansón atase por la cola dos zorras y les colocase allí una tea encendida tiene su paralelismo en las imágenes de Heracles y el perro Ortro el cual visto de perfil se asemeja a dos canes y cuya cola serpenteante bien pudo confundirse con una tea encendida. El pasaje donde Sansón con el cabello rasurado, ciego y sin fuerzas es puesto por los filisteos a girar la rueda de un molino a modo de castigo permanente, se asemeja al castigo impuesto a Ixión en la mitología griega, atado a una rueda que giraba permanentemente o al de las imágenes alegóricas de las diosa griega Tique o su homónima romana Fortuna o bien la diosa Ocasión, ambas moviendo una rueda y con los ojos vendados. En el caso de Ocasión también era representada de manera rapada.

### El corte de cabello como ritual
En Asia menor existía un ritual llamado comiria, que consistía en el recorte anual del cabello del rey sagrado. El rey sagrado llevaba los cabellos sin rasurar ya que representaban el poder o la fuerza del sol al cual el rey encarnaba. Su consorte tribal solía recortarle el cabello para luego traicionarlo. La ceremonia parecía simbolizar la disputa entre el rey solar y su heredero en favor de una sacerdotisa que representaba a la diosa Luna. Dentro de la mitología griega el recorte del cabello se presenta en diferentes mitos, siendo quizás uno de los más conocidos el de Escila cortando los cabellos de Niso que eran su fuente de invulnerabilidad. También existen alusiones a un recorte de cabello del héroe Heracles y una estatua tiria de madera que lo representaba, como parte de su muerte ritual y su posterior ascensión y adoración como dios, conocida como apoteosis. 

## Arqueología
En agosto del año 2012, un grupo de arqueólogos de la Universidad de Tel Aviv anunció el descubrimiento de un sello de piedra circular, de aproximadamente 15 mm de diámetro, que se encontró en el piso de una casa en Beit Shemesh y parece representar a un hombre de pelo largo asesinando un león, lo que coincide con el relato bíblico de Sansón. El sello está fechado en el siglo XII a. C.. No obstante, según el periódico Haaretz:

...los directores de excavación, el profesor Shlomo Bunimovitz y el Dr. Zvi Lederman de la Universidad de Tel Aviv, dicen que no sugieren que la figura humana en el sello sea el Sansón bíblico. Más bien, la proximidad geográfica al área donde vivió Sansón, y el período de tiempo del sello, muestra que se estaba contando una historia en el momento de un héroe que luchó contra un león, y que la historia finalmente encontró su camino en el texto bíblico y en el sello.

## Referencias culturales

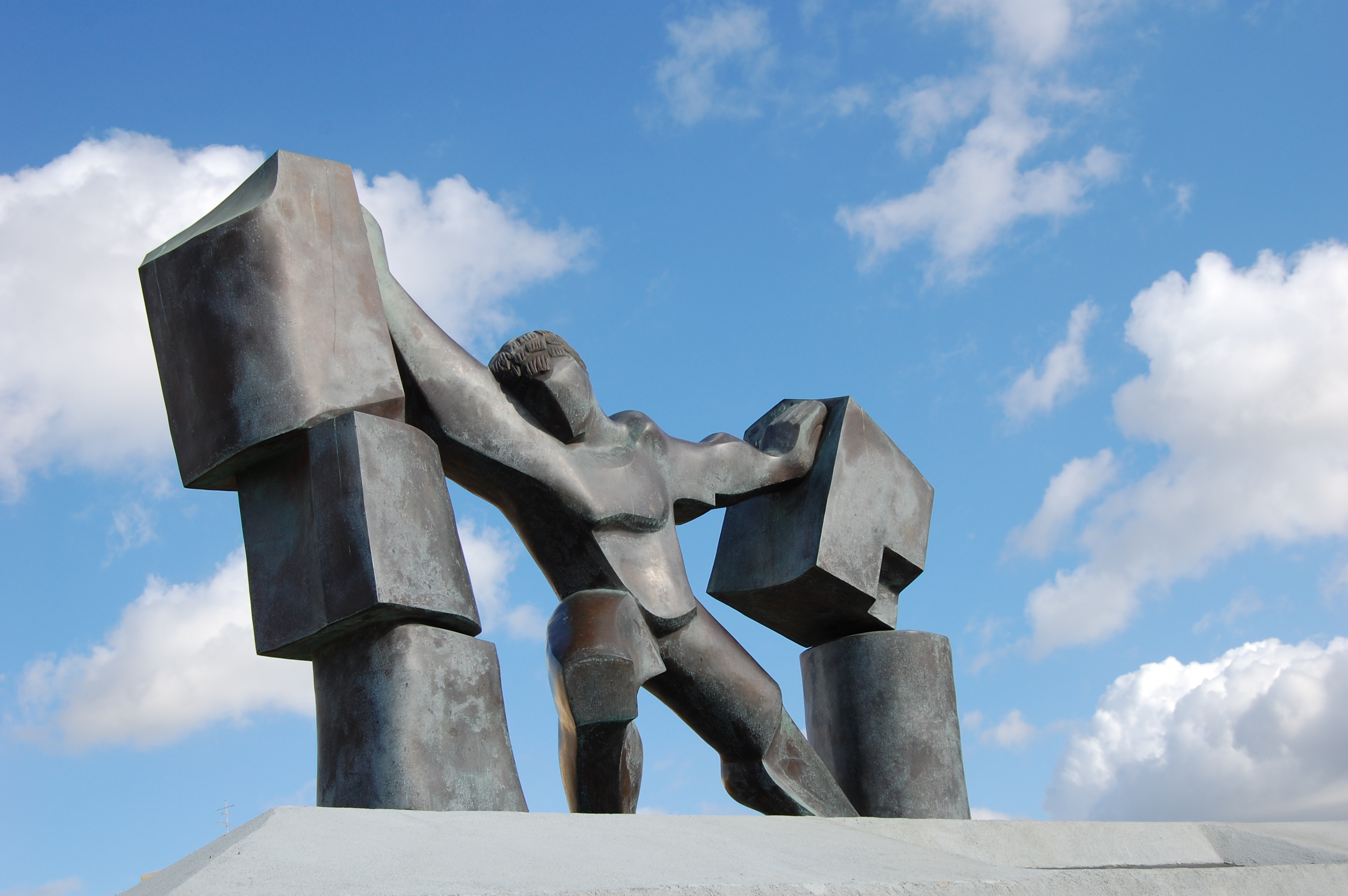
Estatua de Sansón en Ashdod.

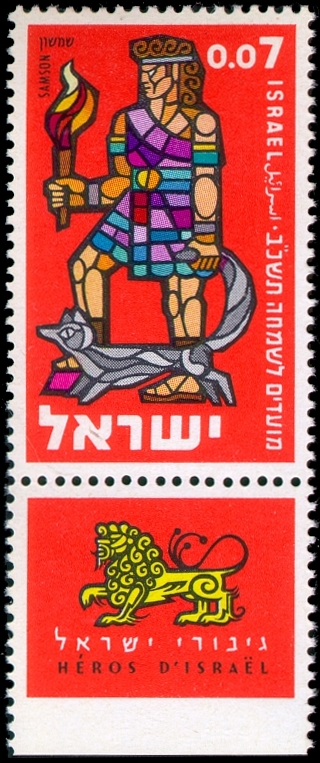
Estampilla israelí dedicada a Sansón.